# Бухаут
Бухаут (на нидерландски: Boechout) е селище в Северна Белгия, провинция Антверпен. Населението му е около 12 100 души (2006).